# Коп (телесериал)
«Коп» — российский многосерийный детективный телесериал производства продюсерской компании «Среда».
Премьерный показ состоялся с 27 по 30 мая 2019 года на «Первом канале».

## Сюжет
По программе профессионального обмена в Россию из США прилетает сержант Джон Маккензи. Американец не только становится напарником следователя Василисы Вихревой, но и временно поселяется у нее в квартире. Джону и Василисе тяжело сработаться — сказывается разница характеров и менталитетов. Но удачные результаты совместных расследований убеждают руководство создать вокруг них специальный отдел по борьбе с преступлениями, совершенными иностранцами и против иностранцев в России. Распутывая одно дело за другим, напарники оказываются втянуты в международную шпионскую игру вокруг крупного научного открытия.

## В ролях
| Актёр                  | Роль                                                                      |
| ---------------------- | ------------------------------------------------------------------------- |
| Кирилл Зайцев          | Джон «Джеймсович» Маккензи                                                |
| Анна Снаткина          | Василиса Андреевна Вихрева, капитан СК РФ                                 |
| Прохор Дубравин        | Александр Борщевский, скульптор                                           |
| Екатерина Маликова     | Маргарита Игоревна Полякова                                               |
| Мария Баева            | Полина Краснова, лейтенант СК РФ                                          |
| Николай Козак          | Иван Сергеевич Гаврилов, подполковник СК РФ                               |
| Дмитрий Блохин         | Николай Дегтярёв                                                          |
| Сергей Угрюмов         | Лопырёв, полковник СК РФ                                                  |
| Алексей Гришин         | Виктор Алексеевич Меркулов                                                |
| Анатолий Горячев       | Илья Михайлович Харитонов, судмедэксперт                                  |
| Иван Шмаков            | Миша Вихрев                                                               |
| Виктор Цекало          | Константин Иванович Рогов, проректор Университета международных отношений |
| Илья Коробко           | Олег Старцев, киберспортсмен                                              |
| Роман Индык            | Артур Елисеев                                                             |
| Михаил Станкевич       | Кирилл Чересов, фотограф                                                  |
| Станислав Рубенчик     | Дитрих Бранц, психолог                                                    |
| Сергей Неудачин        | Щучкин, игроман                                                           |
| Наталья Тетенова       | Ольга Петровна, баскетбольный тренер                                      |
| Хильда Кармен          | косплейщица                                                               |
| Иван Иванович (Ипатко) | Абиг Канут, студент Университета международных отношений                  |
| Яна Гурьянова          | Кристина Семашко, девушка Абига                                           |
| Стэфан Бузылёв         | Джей                                                                      |
| Джулия Огун            | Мазози                                                                    |
| Елена Кондулайнен      | Кирстен Хансен                                                            |
| Владимир Дыховичный    | Брэндон Мэй, американский учёный-вакцинолог                               |
| Кайл Хайнс             | камео                                                                     |

## Критика
Николай Ирин, «Культура»:

Похоже, режиссура просто не соответствует замыслу: в сущности, бредовая и <…> высосанная из пальца претенциозной героиней-фантазёркой коллизия с волюнтаристской заменой Хаоса и последующим её привыканием к сексуально окрашенному, не по-нашему говорящему Порядку еле чувствуется. Нет ощущения, что сюжет насквозь метафоричен. Перебор изобразительного и поведенческого «реализма» в сочетании с пародийной криминальной фактурой вводит зрителя в ступор: на каком мы свете, смеяться или плакать, кто есть Василиса — дура, стерва, трудоголик? Вдобавок поражает количество немотивированных убийств. Кровь людская, как говорится, не водица. Надо думать, прежде чем пачками валить людей там, где это не даёт существенной прибавки смысла, но порождает перекос в жанровом отношении и путает все исходные расклады…

Aqparat.info:

Придраться в «Копе» почти не к чему. Зайцев, правда, копирует Дольфа Лундгрена и нарочито говорит с акцентом, но для создания комичных ситуаций этого хватает, а большего, видимо, и не требуется. Снаткина хорошо справилась с ролью «мужика в юбке», но ход с пистолетом подмышкой, наверное, слишком заштампованный, а потому раздражающий. Но это мелочи, на которые зрители, как правило, внимания не обращают. Правда, они не могут не задаться вопросом, как вообще стал возможен обмен опытом между полицейскими из России и США в наше время? «Красная жара», к примеру, снималась в разгар горбачёвской перестройки, когда сотрудничество милиционера и полицейского было естественным продолжением политики разрядки. А сейчас российско-американские отношения переживают не лучшие дни, и если агентов ЦРУ в нашей газовой отрасли, как в «Адаптации», представить можно, то полицейского из условной Оклахомы в Следственном комитете образца 2019 года, извините, нет. <…> Впрочем, авторы «Копа» и не скрывают, что всё происходит едва ли не в параллельной вселенной, в которой не только возможен обмен копами между Россией и США, но Россия настолько опасное для иностранцев место, что нужен целый отдел, чтобы всё расследовать. Будь это правдой хотя бы наполовину, сериал смотрелся бы как драма из жизни, а не как весёлая комедия, которой он, кажется, всё же не является.